# Gustav Deppe
Gustav Deppe (* 12. September 1913 in Essen; † 1. September 1999 in Witten) war ein deutscher Kunstmaler, der überwiegend abstrakte Industrielandschaften malte.
Von 1930 bis 1933 studierte er an der Kunstgewerbeschule Dortmund bei Walter Herricht und Max Guggenberger. Deppe ließ sich im Jahr 1936 endgültig in Witten nieder. Der Zweite Weltkrieg verschlug ihn unter anderem nach Norwegen und Finnland. 1948 war er Mitbegründer der Künstlergruppe „junger westen“ und ab 1952 Mitglied im Deutschen Künstlerbund. Von 1953 bis 1977 lehrte er auch an dieser nun Werkkunstschule Dortmund genannten Schule.  Von 1973 bis 1977 hatte er eine Professur im Fachbereich Design an der Fachhochschule Dortmund.

## Auszeichnungen
- 1955: Wilhelm-Morgner-Preis[5]
- 1988: Ehrenpreis des Wittener Kunst- und Kulturfonds[6]